# Vederstaarttoepaja
De vederstaarttoepaja (Ptilocercus lowii) is de enige soort in het geslacht Ptilocercus en de familie Ptilocercidae.
Het geslacht en de soort werd in 1848 beschreven door John Edward Gray. Hij noemde de soort naar Hugh Low, die een exemplaar uit Borneo had meegebracht naar Londen, bewaard in alcohol.

## Kenmerken
Het dier dankt zijn naam aan een opvallende pluim aan de staart, die op een vogelveer lijkt en wordt gebruikt als balanceerstok tijdens het klimmen. De rug is grijsbruin, de buik geelbruin. Vederstaarttoepaja's worden 13 tot 14 cm lang plus een staart van 16 tot 19 cm en wegen ongeveer 40 tot 60 gram.

## Leefwijze
Zoals alle toepaja's kan de vederstaarttoepaja aan de onderkant van takken lopen, maar hij is de enige die 's nachts actief is.
De Maleise verderstaarttoepaja drinkt elke nacht grote hoeveelheden gefermenteerde nectar van de palm Eugeissona tristis maar wordt niet dronken. Waarschijnlijk wordt de alcohol op een andere manier afgebroken. Ze bouwen een eenvoudig nest in een holle boom of takvork en leven als paren of kleine groepjes. Hun gevarieerde dieet bestaat uit wormen, insecten, muizen, vogeltjes, hagedissen en vruchten.

## Voortplanting
Over de voortplanting van deze soort is weinig bekend. De draagtijd van andere toepaja's is ongeveer 50 dagen, waarna er 2 of 3 jongen worden geboren, die worden achtergelaten in een bladernest in een boom en om de dag worden gezoogd.

## Verspreiding
De vederstaarttoepaja komt voor in Brunei, Indonesië, Maleisië en Thailand.

## Ondersoorten
De soort heeft de volgende twee ondersoorten:
- Ptilocercus lowii lowii Gray, 1848 – komt voor op Borneo en Labuan.
- Ptilocercus lowii continentis Thomas, 1910 – komt voor op het schiereiland Malakka en de eilanden Bangka, Siberut en Sumatra.